# Heijō-kyō

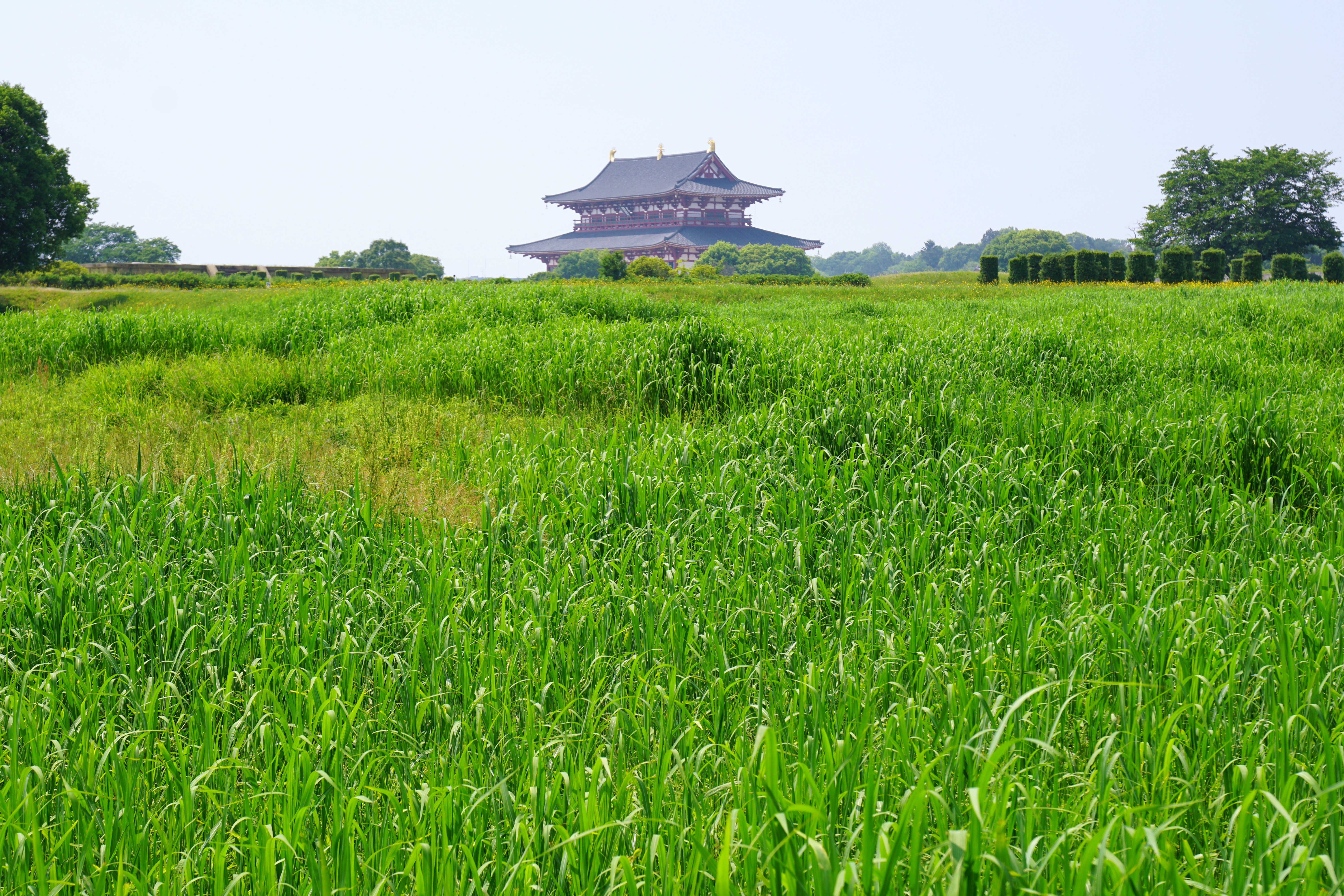
Ruinen von Heijō-kyō

Heijō-kyō (jap. 平城京, auch Heizei-kyō, wörtlich „Kaiserliche Residenzstadt Friedensburg“) war während eines Großteils der Nara-Zeit (710–784) die Hauptstadt Japans. Sie befand sich auf dem Gebiet des heutigen Nara und gab der entsprechenden Epoche ihren Namen.
Vor dem Taihō-Kodex war es üblich, dass der Regierungssitz nach dem Tod des Kaisers verlegt wurde. Dies geschah aus dem Glauben heraus, dass Orte des Todes beschmutzt seien. 710 änderte sich dies, als Kaiserin Gemmei eine ständige Hauptstadt beim heutigen Nara errichtete. Dennoch wechselte die Hauptstadt aus politischen Gründen 740 nach Kuni-kyō (Kizugawa), 744 nach Naniwa-kyō (Osaka) und 745 zum Palast Shigaraki (Kōka), bevor sie im Mai desselben Jahres wieder nach Heijō-kyō zurückverlegt wurde.

## Aufbau

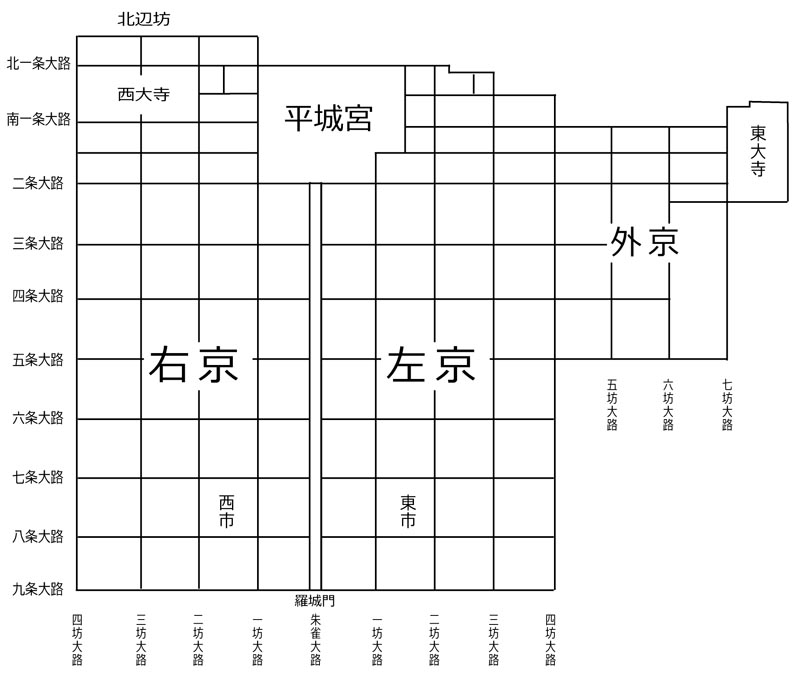
Stadtplan mit Palast im Norden, dem Saidai-ji im Westen, dem Tōdai-ji im Osten und dem Jōbō-Raster

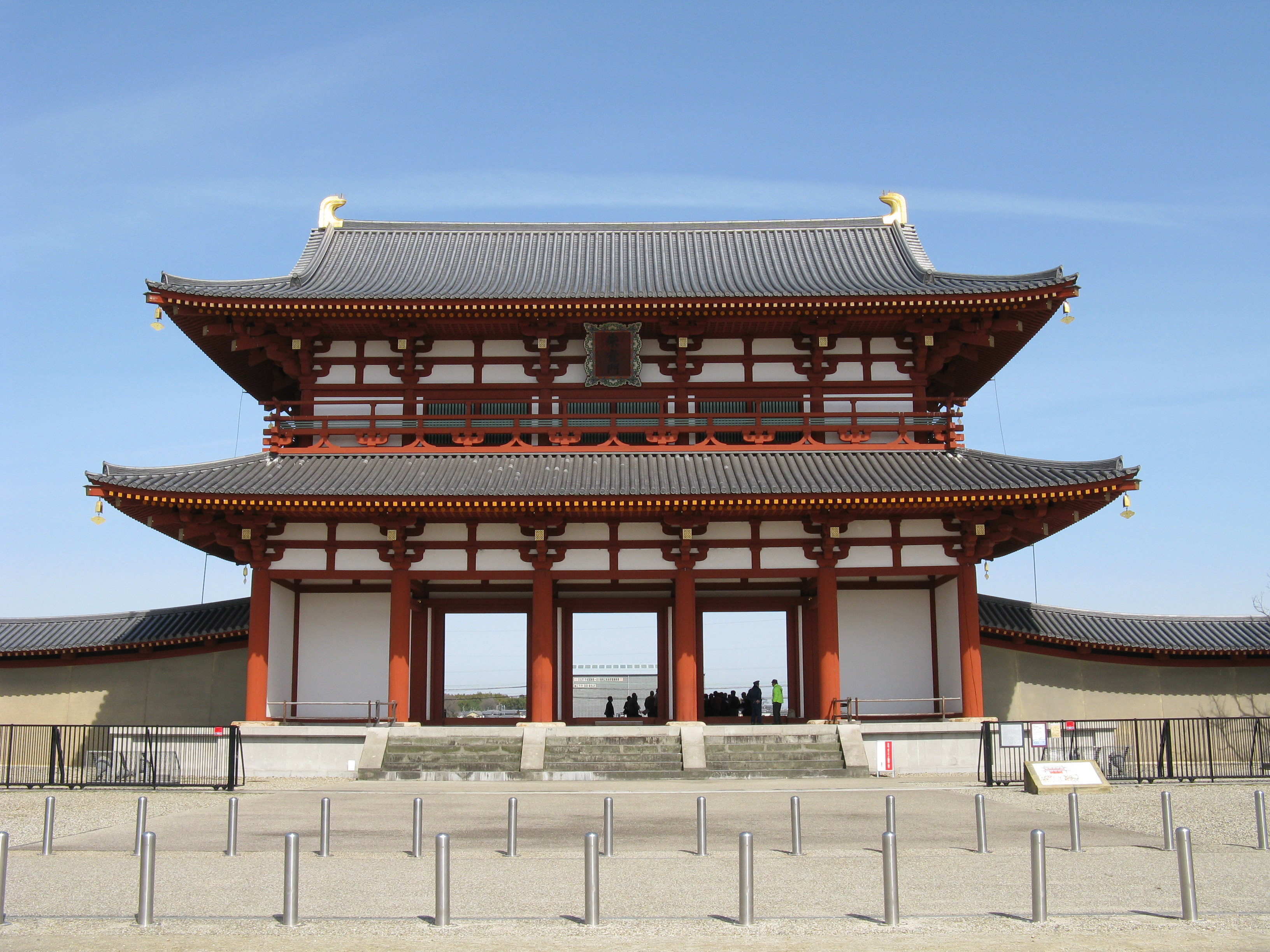
Suzakumon (Rekonstruktion)

Heijō-kyō folgte wie ihre Vorgängerin Fujiwara-kyō dem Vorbild der chinesischen Tang-Hauptstadt Chang’an. Vom Rajōmon im Süden zum Suzakumon nach Norden verlief die, einschließlich Gräben, 75 m breite Hauptstraße Suzaku-ōji (朱雀大路, „Hauptstraße des Roten Vogels“) zum Palast Heijō (平城宮 Heijō-kyū). Diese Hauptstraße teilte Heijō-kyō in eine östliche, linke (左京, Sakyō) und eine westliche, rechte „Hauptstadt“ (右京 Ukyō). Jeder der beiden Bezirke war wiederum von Süd nach Nord in je neun Jō (条) und von Ost nach West in je vier Bō (坊) unterteilt, ein System der Stadtviertelung, welches als Jōbō-System (条坊制, Jōbō-sei) bezeichnet wird. Jedes dieser Rechtecke, ebenfalls Bō (坊) genannt, mit 532 m Kantenlänge bestand wiederum aus 4×4 Ho (保) mit je 133 m Kantenlänge. Im Nordosten befand sich ein weiterer Bezirk mit 5 Jō und 3 Bō, genannt „äußere Hauptstadt“ (外京, Gekyō), der das heutige Zentrum von Nara bildet.
Die gesamte Hauptstadt erstreckte sich von Norden nach Süden damit ungefähr 4,8 km und von Ost nach West 4,3 ohne, bzw. 5,9 km mit der Erweiterung auf einer Fläche von 20 bzw. 24 km². Die Bevölkerung betrug 200.000 Einwohner (4 % der damaligen Bevölkerung Japans) und davon 10.000 Regierungsangestellte.

## Palast Heijō

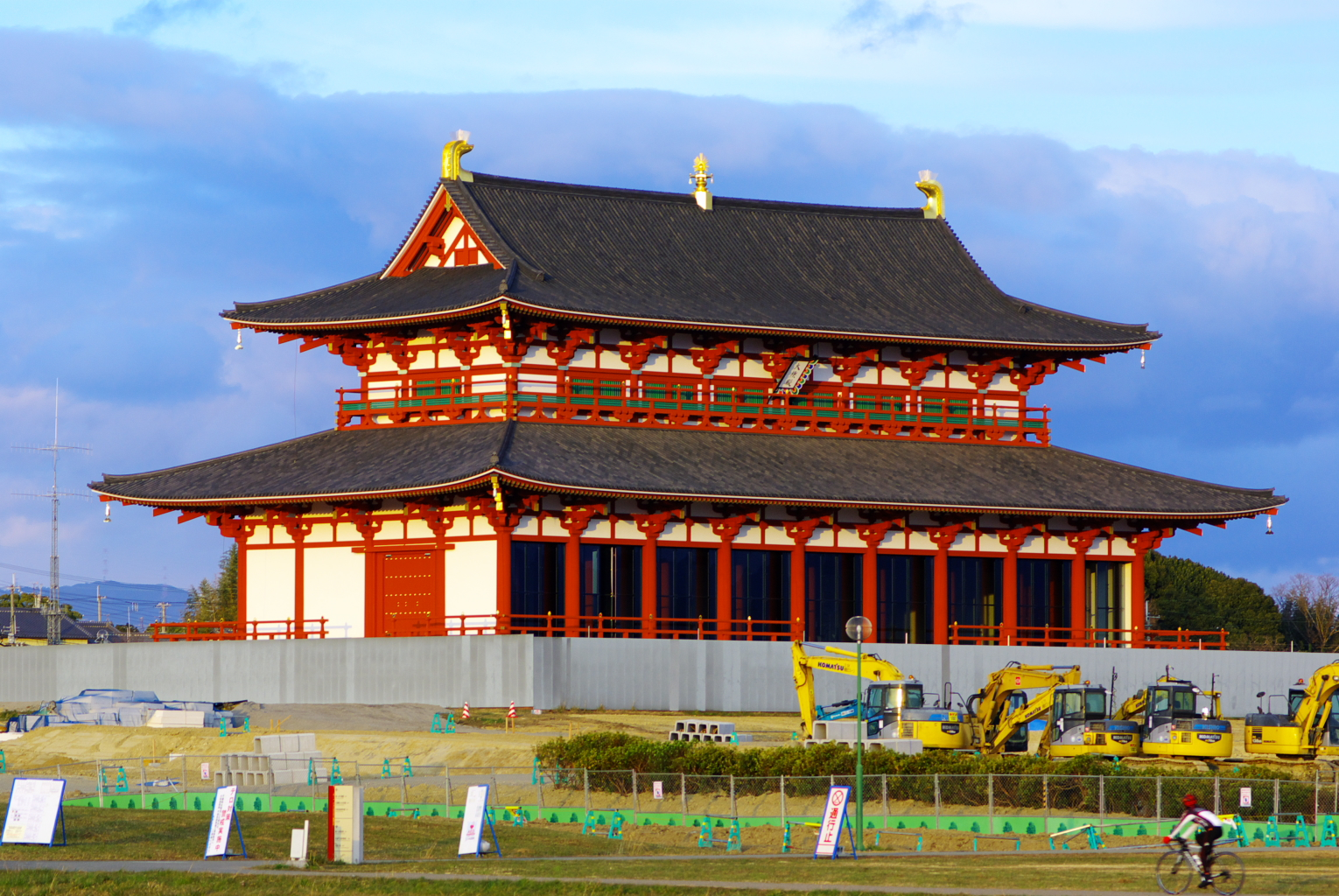
Rekonstruktion der Audienzhalle (Daigokuden)

Die Hauptstraße endete am Suzaku-mon, umgeben von den restlichen Palastgebäuden. Die Hauptgebäude des Palastkomplexes waren die Audienzhalle (大極殿, Daigokuden), der Chōdō-in (朝堂院) für formelle Zeremonien, die Residenz des Kaisers (内裏, Dairi) und die Büros der einzelnen Ämter. Die Fundamente dieser Gebäude sind auf der Ruinenstätte noch gut erkennbar.
Als die Hauptstadt nach Heian-kyō verlegt wurde, wurde der kaiserliche Palast aufgegeben. Über die Jahrhunderte hinweg verfielen die Gebäude langsam, bis in der Kamakura-Zeit von den oberirdischen Anlagen praktisch nichts mehr vorhanden war; die unterirdischen wiederum blieben erhalten. Da das Palastgelände die ganze Zeit über in kaiserlichem Besitz blieb, konnten ohne dessen Genehmigung keine neuen Gebäude gebaut werden.

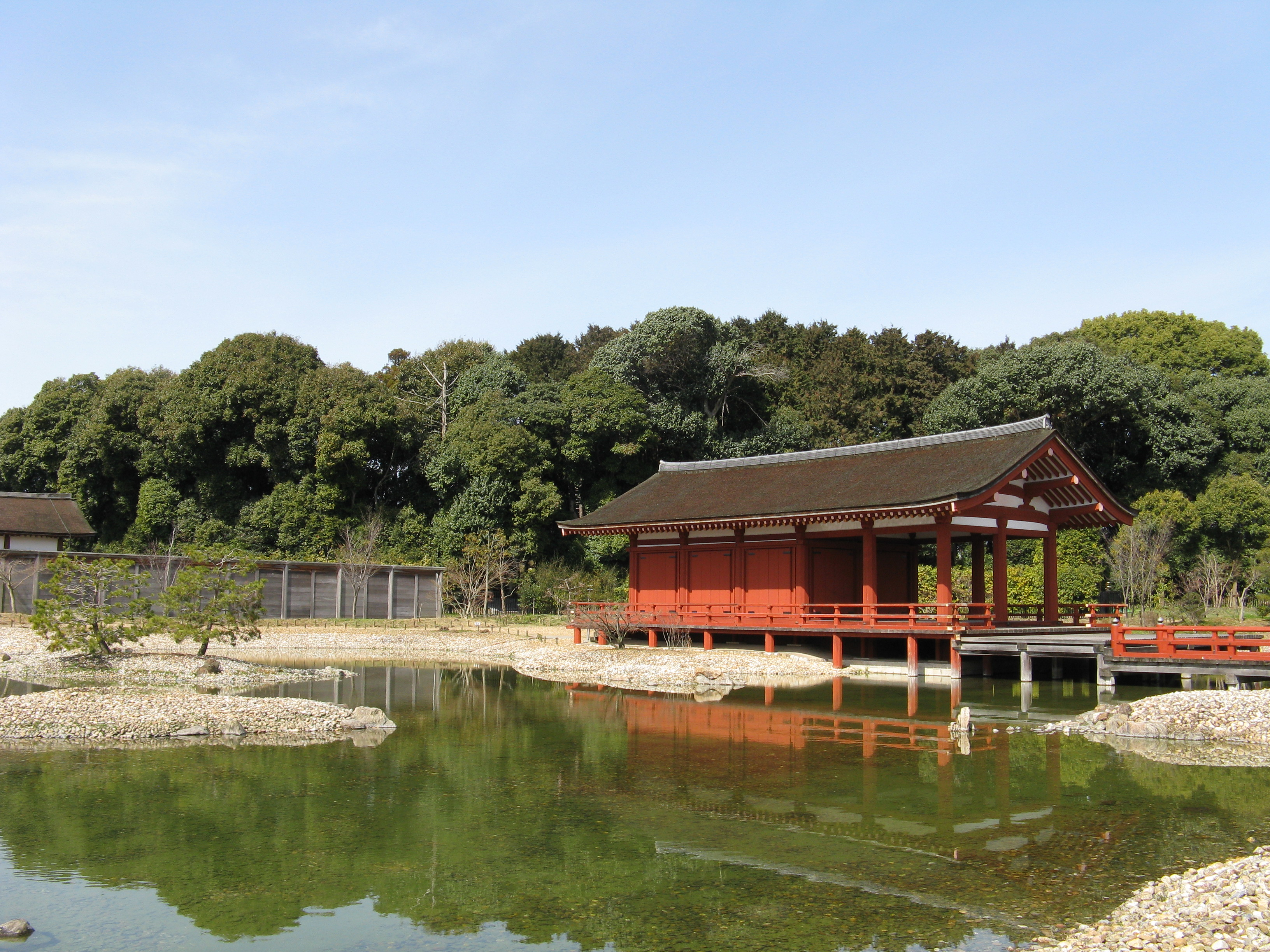
Tōin-Garten

1952 wurde die Anlage zur Besonderen historischen Stätte (tokubetsu shiseki) erklärt. 1955 begannen archäologische Ausgrabungen und Restaurierungsarbeiten, so dass bis heute das Suzaku-mon und der Tōin-Garten (東院庭園, tōin teien) restauriert werden konnten. 1959 erklärte die National Cultural Organization of Nara, dass das Gelände unverändert bleiben solle. Ausnahmen wurden für archäologische Untersuchungen, Restaurierungen und den Bau einer Bahnstrecke gemacht, die durch den südlichen Teil führt. 1998 wurde das Gelände für die Öffentlichkeit freigegeben. Im selben Jahr wurde das Gelände zusammen mit umliegenden Tempeln in die Liste des UNESCO-Welterbes aufgenommen.

## Tempel

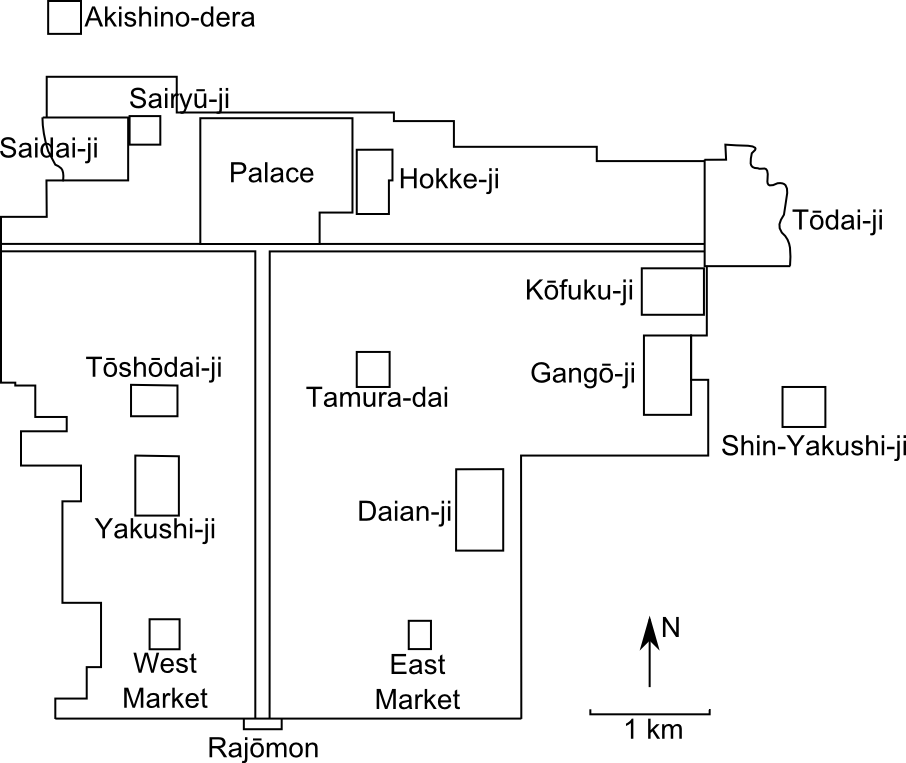
Lage der Tempel in der Hauptstadt

In und um Heijō-kyō befanden sich die Nantō Shichi Daiji (南都七大寺), die „7 großen Tempel der südlichen Hauptstadt“, die unter besonderem Schutz des Kaiserhofes standen: Saidai-ji und Yakushi-ji in Ukyō, den Daian-ji in Saikyō, den Gangō-ji, Kōfuku-ji und Tōdai-ji in Gekyō, sowie den Hōryū-ji in Ikaruga. Da letzterer sich allerdings etwa 9 km vom Zentrum von Heijō-kyō entfernt befindet, wird gelegentlich auch stattdessen der Tōshōdai-ji in Ukyō genannt. Dessen Vorlesungshalle (kōdō) ist das einzige heute noch erhaltene Gebäude aus der Zeit Heijō-kyōs.
Weitere Tempel sind u. a. der Hokke-ji, Shin-Yakushi-ji und der Hannya-ji.
Die Macht der Tempel war der Hauptgrund, die Hauptstadt noch einmal zu verlegen.